# کودیان (لامرد)
کدیان (لامرد)، روستایی از توابع بخش اشکنان شهرستان لامرد در استان فارس ایران است.

## جمعیت
این روستا در دهستان کال قرار دارد و بر اساس سرشماری مرکز آمار ایران در سال ۱۳۸۵، جمعیت آن ۷۷۷ نفر (۱۷۴ خانوار) بوده‌است.